# Paraílio Borba
Paraílio Borba (Guarapuava, 24 de janeiro de 1902 — ?, 30 de maio de 1967) foi um político brasileiro. Exerceu o cargo de deputado federal pelo estado do Paraná de 1951 a 1955.